# Руслан Олихвер
Руслан Јосифович Олихвер (рус. Руслан Иосифович Олихвер;  Рига, 11. април 1969) бивши је совјетски и руски одбојкаш. У периоду од 1989. до 2002. играо је за три одбојкашке репрезентације Совјетски Савез, ЗНД и Русију. Заслужни мајстор спорта Русије и СССР.

## Биографија
Рођен је 11. априла 1969. године у Риги (данас Летонија, а тада део Совјетског Савеза). Почео је да игра одбојку са 11 година у Риги, његов први тренер био је Виктор Михајленко. До 1992. године играо је за Радиотехнику из Риге, два пута је освојио треће место првенства СССР-а.
Након победе на омладинском првенству света 1989. године, позван је у репрезентацију СССР-а, дебитујући у њеном саставу на Светском купу. Године 1990. освојио је бронзану медаљу на Светском првенству у Рио де Жанеиру. Освојио је у дресу репрезентације Совјетског Савеза Европско првенство 1991. године и Светски куп. Олихвер је 1992. године учествовао на Олимпијским играма у Барселони као репрезентативац Заједнице независних држава.
После распада СССР-а одлази у Италију, брани боје Лација и Модене, са потоњом екипом осваја шампионат, два Купа Италије и Куп победника купова. Затим је четири сезоне провео у бразилском Репорту из Сузануа. У сезони 1999/00. поново је играо у Италији за екипу Кунео. Вратио се у Бразил на годину дана, играо је за тим Васко да Гама.
Од 1993. до 2000. наступао је непрекидно за репрезентацију Русије. После Олимпијских игара у Сиднеју (треће у његовој каријери, има освојену сребрну медаљу), најавио је повлачење у репрезентације, али је 2001. године, због болести Алексеја Кулешова, пристао да помогне репрезентацији на Европском првенству у Острави. Године 2002. био је капитен руске репрезентације која је освојила Светску лигу и постала финалиста Светског првенства у Буенос Ајресу.
У то време, Олихвер се вратио у Русију. У сезони 2001/02. играо је за МСТУ-Лужники, а у јесен 2002. прешао је у Динамо Казањ, играјући са њим једну сезону у лиги "А", а затим још три у Суперлиги. На првенству Русије у сезони 2006/07, бранио је боје екипе Факела, а пред крај дуге играчке каријере освојио је Куп Европске одбојкашке конфедерације.
У пролеће 2007. године, преузео је дужност генералног директора репрезентације Русије и екипе Динама из Москве. Од децембра 2009. до јула 2015. радио је као генерални директор женског одбојкашког клуба Динамо из Краснодара.

## Успеси
Репрезентација Русије и СССР
- Златна медаља Европско (1988) и Светско првенство (1988) у млађим категоријама.
- Сребрна медаља Олимпијске игре Сиднеј 2000.
- Сребрна медаља Светско првенство (2002), бронза Светско првенство (1990).
- Златна медаља Европско првенство (1991), сребро (1999) и бронза (1993, 2001).
- Двоструки победник Светског купа (1991, 1999), освајач бронзане медаље Светског купа (1989).
- Освајач Светске лиге (2002), сребро (1993, 1998, 2000) и бронза (1997).

Клуб
- Треће место у првенствима СССР (1989/90, 1990/91).
- Првак Италије (1994/95).
- Двоструки освајач Купа Италије (1993/94, 1994/95).
- Освајач Суперкупа Италије (1999).
- Освајач ЦЕВ Челенџ купа (1994/95).
- Освајач ЦЕВ Куп победника купова (2006/07).
- Првак Бразила (1996/97), друго место у првенству Бразила (1995/96).
- Друго место у првенству Русије (2001/02) и треће место (2003/04, 2004/05).
- Освајач Купа Русије (2004).

Индивидуални успеси
- Године 1991. и 1993. играо је за репрезентацију света у низу утакмица против Италије и Бразила.
- Године 1992. проглашен је за најбољег блокера Светске лиге.